# Friedrich Bülau
Friedrich Bülau, plus tard Friedrich von Bülau (né le 8 octobre 1805 à Freiberg et mort le 26 octobre 1859 à Leipzig) est un écrivain, économiste, historien saxon, professeur à l'université de Leipzig et censeur.

## Biographie
Friedrich Bülau étudie le droit à l'Université de Leipzig de 1823 à 1826 et commence à y donner des cours sur le droit constitutionnel saxon à Pâques 1828, après quoi il termine son habilitation à la faculté de philosophie en 1829. En 1833, il devient professeur agrégé et en 1836 professeur titulaire.
De 1837 à 1844, Bülau est responsable de la censure de la presse périodique, de 1838 à 1849, il est responsable de la rédaction des Neuen Jahrbücher der Geschichte und Politik, fondés par l'historien Karl Heinrich Ludwig Pölitz (de) (1772-1838), et de Pâques 1843 à juin 1848 celle de la Deutsche Allgemeine Zeitung (de) et de 1851 à 1854 celle du Leipziger Zeitung.
En 1840, Bülau est nommé professeur de sciences politiques. Pendant la Révolution de mars 1848 et lors des conflits autour de l'introduction du droit de vote à trois classes dans la constitution prussienne de 1850, il est du côté du gouvernement.
En tant que représentant de l'Université de Leipzig, il est député entre 1851 et 1855 de la 1re chambre du parlement de l'État de Saxe (de)

## Publications
Parmi ses nombreux écrits, il convient de souligner les suivants :
- Encyklopädie der Staatswissenschaften (Leipzig 1832, 2e édition 1856)
- Handbuch der Staatswirtschaftslehre (Leipzig 1835)
- Geschichte des europäischen Staatensystems (Leipzig 1837–39, 3 Volumes)
- Allgemeine Geschichte der Jahre 1830–38 (als Fortsetzung von Pölitz’ „Weltgeschichte“, Leipzig 1838)
- die für das Heeren-Ukert’sche Geschichtswerk bearbeitete Geschichte Deutschlands von 1806 bis 1830 (Hambourg 1842)
- Geheime Geschichten und rätselhafte Menschen (Leipzig 1850–1860; 2e édition, Leipzig 1863–1864, 12 Volumes)
- Seltsame Schicksale aus vier Jahrhunderten. Bernina, Vienne-Leipzig 1937
- Carl von Rotteck: Illustrationen zur Allgemeinen Weltgeschichte. Mit erläuterndem Texte von Friedrich Bülau. Westermann, Braunschweig 1841–1843. Digitalisierte Ausgabe der Bibliothèque universitaire et d'État de Düsseldorf

Il publie également plusieurs écrits inspirés de l’époque, tels que :
- Zeitfragen aus Politik und Volkswirtschaft. Leipzig 1846
- Wahlrecht und Wahlverfahren. Leipzig 1849

ainsi qu'une traduction de l'Histoire de l'Angleterre par Thomas Babington Macaulay (1800-1859) et de ses petits écrits.
De sa succession est apparu
- Die lutherische Geistlichkeit Sachsens vom 16. bis ins 18. Jahrhundert (Leipzig 1874)